# Saussurea veitchiana
Saussurea veitchiana es una especie de la familia de las asteráceas. Es originaria de Asia.

## Descripción
Es una planta herbácea que alcanza un tamaño de 20-70 cm de altura, perennifolio. Caudex simple o ramificado. Tallo solitario,  de 3-6 mm de diámetro, erecto y simple. Las hojas de la roseta e inferiores del tallo son pecioladas, con las láminas foliares angostamente elípticas, ovadas o obovadas, de 12-36 × 1-3 cm, de color verde y ambas superficies adpreso pilosas, el margen ondulado que superficialmente es sinuado-dentado, el ápice agudo a acuminado. Las hojas del tallo medio son sésiles, estrechamente ovadas, de 8-16 × 1-3 cm, ambas superficies teñidas de verde, rosa, morado. Brácteas ovadas, con forma de barco, de 3.5-9 × 0.8-2.5 cm, membranosa, la inflorescencia medio encerrada, ambas superficies púrpura, margen entero o dentado en la parte basal, ápice acuminado. Capítulos 2-10, en una inflorescencia en forma de corimbo, pedunculada. Involucro campanulado, 1-1.5 (-2) cm de diámetro. Brácteas en 3-5 filas, de color pajizo a marrón púrpura, escasamente vellosas, ápice agudo; brácteas exteriores triangular-ovadas, 5.5-8.5 × 2.5-4.5 mm; brácteas medias estrechamente ovadas, 9-15 × 2-3 mm, interior filarios lineales, 14-18 x 1,5-2,5 mm. Receptáculo de las cerdas de 6-9 mm. Corola de color rojo oscuro violáceo, 1.2-1.4 cm, tubo de 5,5-7 mm, lóbulos de 4.2-5.4 mm. Aquenio de color marrón claro con manchas negras, cilíndricos a obovoides, mm 4.4-5.2, obtusamente 5-nervada. Vilanos de color pardo claro; exterior de cerdas 0.5-5 mm, interior de las cerdas 8.11 mm. Fl. y fr. julio-septiembre.

## Distribución y hábitat
Se encuentra en los pastizales de montaña, praderas, matorrales, márgenes de los bosques; a una altitud de 1600-3000 metros, en Chongqing, Hubei, Shaanxi en China.

## Taxonomía
Saussurea veitchiana fue descrita por J.R.Drumm. & Hutch. y publicado en Bulletin of Miscellaneous Information Kew 1911(4): 190–191. 1911.
Etimología
Saussurea: nombre genérico que fue nombrado por De Candolle en honor de Nicolas-Théodore de Saussure (1767-1845).
veitchiana: epíteto otorgado en honor de John Gould Veitch.